# Marcel Temporal
Marcel Alphonse Temporal (* 15. Juli 1881 in Saint-Jean-de-Trézy; † 1964) war ein französischer Puppenspieler, Bühnenbildner, Architekt, Bildhauer, Graveur, Zeichner und Autor.

## Leben

### Familie
Marcel Temporal war ein Sohn des Importeurs Edouard Temporal. 1920 heiratete er Marcelle Gerar, mit der er drei Kinder hatte.

### Werdegang
Temporal besuchte das Collège de Vire und die Universität Caen. Er war ursprünglich als Architekt in Paris tätig, war aber zudem auch als Bildhauer, Zeichner, Dekorateur und Graveur aktiv. Daneben wurde er der Öffentlichkeit besonders als Puppenspieler bekannt. Bereits 1911 begab er sich mit dieser Kleinkunst auf eine Tournee, jedoch mit vorerst nur mäßigem Erfolg.
Temporal war künstlerischer Leiter der von dem Éditeur d’art Arthur Goldscheider ins Leben gerufenen progressiven Künstlergruppen La Stèle für moderne Bildhauerei und L’Evolution für kunstgewerbliche Dekoration. Die Arbeiten der Künstler wurden 1925 auf der den Begriff Art déco prägenden Ausstellung Exposition internationale des Arts Décoratifs et industriels modernes in Paris präsentiert.
1929 hielt die Union Internationale de la Marionnette (UNIMA) ihren ersten Kongress in Frankreich ab, bei der Temporal seine Liebe zur Puppenspielkunst wiederentdeckte. 1931 gründete er die Vereinigung Compagnons de la marionnette (deutsch Gefährten der Marionette), die eine Reihe von Avantgarde-Künstlern wie Maurice Ravel und Jules Romains mit Amateuren der internationalen Kunstwelt der Zwischenkriegszeit zusammenbrachte. 1932 gründete er sein Petit Théâtre d’essai (Kleines experimentelles Theater), das zunächst in der Rue La Quintinie, dann 1936 auf dem Square Desnouettes bestand. Dort inszenierte er Vorstellungen für Erwachsene wie La Farce de Jehan le ménetrier (Die Farce von Jehan dem Fiedler) von Alfred Sauvy, die Oper Edmond et Calixte ou la Légende des deux amants (Edmond und Calixte oder die Legende der zwei Liebenden) von Madeleine Perissas und Le Pêcheur et sa femme (Der Fischer und seine Frau) in einer Adaption des Märchens der Gebrüder Grimm.
1936 gab Temporal an dem Theater erstmals Unterricht in der Kunst des Puppenspiels, 1942 veröffentlichte er hierzu sein erstes Buch Comment construire et animer nos marionnettes (Wie man unsere Puppen baut und animiert). Er unterwies Künstler wie Frédéric O’Brady, André Tahon, Claude und Marcelle Quiévreux oder Colette und Claude Monestier vom Théâtre Sur le Fil. Der Künstler förderte das Puppenspiel in Kindergärten und Vorschulen, wofür er sich mit Konzepten an Erzieher und Lehrer wandte. Im Rahmen der Weltfachausstellung Paris 1937 organisierte er das Festival International de Marionnettes (Internationales Marionettenfestival), mit dreißig Vorstellungen für Erwachsene und Kinder aus sieben Ländern. Die Veranstaltung galt als ein Modell für zukünftige Festivals.
Temporals Theatertruppe trug den Namen Les Bonshommes Tempo (Die Tempo-Männer) und bestand aus Géza Blattner, Yves Joly, Jean Gallien und seinem Sohn Jean-Loup Temporal. Nach dem Zweiten Weltkrieg gaben sie zusammen noch vier Vorstellungen, wonach sich die Truppe auflöste. Der Puppenspieler gab nach wie vor Kurse und Workshops und schrieb weitere Bücher und Artikel; in dem 1950 neuen Medium Fernsehen moderierte er Live-Sendungen über die Geschichte der Marionetten. 
Marcel Temporal verstarb 1964. Die UNIMA widmete ihm 1967 eine Ausstellung mit dem Titel Les Marionnettes pédagogiques de Marcel Temporal (Die pädagogischen Marionetten von Marcel Temporal).

## Werke
Bildende Kunst  (Auswahl)
- Bronzefigur auf Kaminuhr, Bildgießerei Ferdinand Barbedienne[4]
- Brieföffner aus Bronze[5]
- Büste Ludwig van Beethoven[6]
- Bronzestatue Femme nue au serpent[7]

Veröffentlichungen  (Auswahl)
- Comment construire et animer nos marionnettes. Librairie Armand Colin, Bourrelie 1942
- Une forme, cent têtes. 1949
- Textes et animatextes pour marottes et marionnettes. In:  La vie active, 1949
- Mise en scène pour représentation par marionnettes.